# Giovanni Maria Vian
Giovanni Maria Vian (* 10. März 1952 in Rom) ist ein italienischer Kirchenhistoriker und Journalist.

## Leben und Wirken
Giovanni Maria Vian studierte Philologie und Kirchengeschichte. Er lehrt 1991 patristische Philologie an der Universität La Sapienza in Rom, seit 2005 ist er dort Professor. Zeitweise war er auch Vertragsdozent für Geschichte der christlichen Tradition und Identität an der Università Vita-Salute San Raffaele in Mailand.
Sein Lehr- und Forschungsschwerpunkt beschäftigt sich vor allem mit der Interpretation der Bibel im Judentum und im Christentum der Antike, der Geschichte der christlichen Tradition und des zeitgenössischen Papsttums. Er ist seit 1976 wissenschaftlicher Berater für das Istituto dell’Enciclopedia Italiana.
Er ist seit 1999 Mitglied des Päpstlichen Komitees für Geschichtswissenschaft und seit 2009 Mitglied der Päpstlichen Kommission für sakrale Archäologie sowie von 2011 bis 2016 Berater des Päpstlichen Rates für die Sozialen Kommunikationsmittel.
Er ist Mitarbeiter an verschiedenen Zeitungen und Zeitschriften wie Avvenire, Giornale di Brescia und Vita e Pensiero. Von 2007 bis 2018 war Vian Chefredakteur der vatikanischen Zeitung L’Osservatore Romano. Seit 2014 ist er zudem Mitglied des Internationalen Komitees für die Medienreform im Vatikan.

## Ehrungen
- Orden des Infanten Dom Henrique (2010; Großoffizier)

## Veröffentlichungen (Auswahl)
- Testi inediti del Commento ai Salmi di Atanasio (= Studia ephemeridis Augustinianum 14). Institutum Patristicum Augustinianum, Rom 1978.
- Bibliotheca divina. Filologia e storia dei testi cristiani. Carocci, Rom 2001, ISBN 88-430-1867-1.
- La donazione di Costantino. Il Mulino, Bologna 2004, 2010, ISBN 88-15-09701-5.